# Площадь Маньянаполи
Площадь Маньянаполи (итал. Largo Magnanapoli) — небольшая площадь в историческом центре Рима в начале улицы виа Национале позади рынка Траяна.
На площадь выходит северная часть сада при вилле Альдобрандини, в большей части реконструированного в 1930-х гг. по проекту Рафаэлло де Викко. Важной доминантой площади являются также церковь Святой Екатерины в Маньянаполи и башня милиции — значительный памятник средневековой архитектуры Рима.
В центре площади, в организованном в 1875 году, располагаются остатки Ворот Санка (Porta Sanqualis).

## Примечательные здания и сооружения

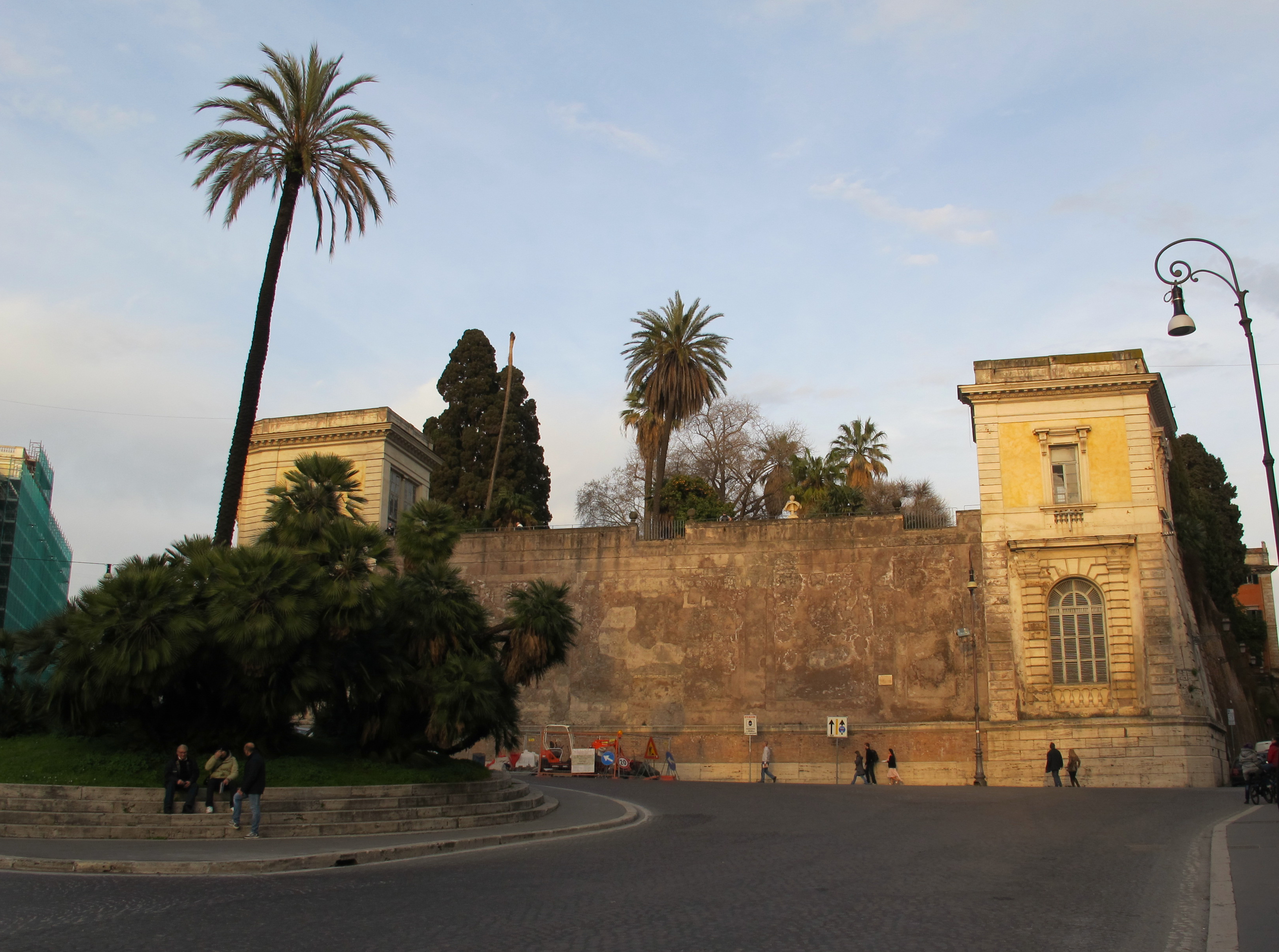
Вилла Альдомбрандини